# 津田一伝流
津田一伝流（つだいちでんりゅう）は、江戸時代後期に久留米藩で作られた剣道の流派である。

## 概要
浅山一伝流を修めた久留米藩士津田一左衛門正之により編み出された。剣道具の改良や試合稽古などの新しい剣論により、流名は広く世に知られるようになった。津和野藩には一左衛門正之自ら教授し、高鍋藩には門弟を送った。門下には多くの達人を輩出した。

## 系譜
- 津田一伝流の系譜について、中央文献と地元文献の二つをあげる。

1. 武芸流派大事典、（浅山一伝流祖浅山一伝斎重晨）……（16代津田伝教明）－（17代津田一左衛門正之）－

```
                （浅野庄太夫）－（
浅野一摩
）－（浅野彰太）－（
小城満睦
）
```

1. 大日本剣道史、　（浅山一伝流祖浅山一伝斎重晨）……（16代津田傳教明）－（17代津田一伝流祖・津田一左衛門正之）－

```
　　　　　　　　（2代
津田教修
）
```

となり、津田一伝流は浅山一伝流の流れで、流祖津田一左衛門正之は浅山一伝流17代にあたることがわかる。
- 流祖・津田一左衛門正之は、久留米藩11代藩主有馬頼咸に仕えた剣術師範。浅山一伝流16代・津田伝教明を父とし、1821年（文政4年）に出生[1]。名は磯之丞、一左衛門、のち正之と称し、晩年、亭名を遂退という一亭をたて、これを号とした。父より浅山一伝流を学ぶ。20歳頃既にその奥義を達し、京、江戸で剣を深め、剣についての独自の信念を持つ。幕府の師範役男谷信友（精一郎）は正之の剣論に深く賛意を示した[1]。江戸に在って、これを聞いた藩主は、この一左衛門正之に新たな一派を開かせた。一左衛門正之は祖法に自得するところを加えて、一新機軸を編み出し、津田一伝流とした。晩年のとき、1871年（明治4年）廃藩置県となり、また指南役制度の廃止となる。津田一左衛門正之はこれに抗議し、伝書一切を焼いて自刃した[2]。享年52。「津田一伝流遂退先生之碑」は、1903年（明治36年）10月高弟らによって、篠山神社境内に建立されている。碑文は女婿・内藤新吾の撰[3]。

- 2代目の津田教修は

- 津田正之の門人の達人たちは、高弟浅野庄太夫（浅山一伝流の師範役）、浅野一摩（庄太夫の子、福岡県立中学修猷館の師範、大日本武徳会範士）、浅野彰太（一摩の兄、大日本武徳会教士）、宗重遠（遠間にして攻防一体の剣法、大日本武徳会範士）、津田岩雄（一左衛門正之の弟、達人）、津田教修（一左衛門正之の長男、津田一伝流二世）、津田一敬（一左衛門正之の二男、徳島官吏、皇宮警手、大日本武徳会第4回精錬証）、武藤源八（福岡県立中学修猷館の師範、大日本武徳会教士、門下に松石渉教士）、荒巻秀五郎、郡正次郎、竹井安太夫、中村虎次郎、山脇虎次郎などである[4]。

## 津田一伝流印可極意巻
これは、津田一左衛門正之が死亡以前に門人に対して免許を与えた際の残存史料であり、一伝流の真相を窺い知ることができる貴重な史料である。それによれば一伝流の構えは「中段の構え」であることを絵入りで精しく説明している。また、「一躰心」即ち今でいう「心気力一致」を極意としている。さらに「心術行」として信心が大切であることを述べている。最後に兵法秘伝として最も大切な心得8項目（運、心、業、器、万事、力、才覚、勢）を判りやすく解説している。

## 関連書籍
- 中尾賢吉『随筆集　雪の宿-死を以て物申す(津田一伝流祖津田正之)-』文藝春秋企画出版部2013年

## 逸話
- ある時、津田一左衛門正之は江戸下谷の鏡心明智流桃井春蔵と試合をした。桃井は竹刀を合わせるに当たって、機先を制するつもりか「浜の松風音ばかりして」など、口吟して試合を始めたが、正之は悠揚と剣をあわせ、難なく勝を制した。そこで、帰る時には塩漬けになるだろうと、家人は心配したが、無事帰ったという。この時桃井春蔵は25歳、正之は27、28歳頃（嘉永2、3年）と推定されている。
- 津田一伝流には他藩からの門弟も常に7、80人くらいおり、桂小五郎も門弟の一人であったという[6]。
- 新選組三番隊組長の斎藤一が津田一伝流を学んだという説がある。
- 警視庁撃剣世話掛の高橋赳太郎は少年期に父（高橋哲夫武成）から津田一伝流を学び、1876年（明治9年）18歳で免許を許された[7]。
- 津田教修中隊長は、日清戦争の大和尚山攻撃で一番乗りして占領した。この時、国旗を携えてなかったので、自分のハンカチに敵の死屍より流れ出る鮮血で日章旗をつくり竹竿に掲げた。これが有名となり、「奇知に富みたる津田大尉、敵の死屍の血潮もて、即座に染め出す日章旗……」と、軍歌に歌われたという[8]。日露戦争旅順攻囲戦に於いて敵堡塁に突入し、敵兵多数をなで切りにしたことは有名である[9]。
- 津田一左衛門正之の二男、津田一敬は、父正之の「追福撃剣会」を1888年（明治21年）8月12日徳島城内演武場にて、賓客40余名剣客60余名、特に剣道で有名な神道無念流柴江運八郎（肥前大村の人）、直指流神道無念流中尾直勝（豊後大分の人）を招いて盛大に開催した。そして、翌13日、津田一敬は徳島下助任の上田邸にて、直指流神道無念流中尾直勝と他流試合を行った[10]。